# Antony Noghès

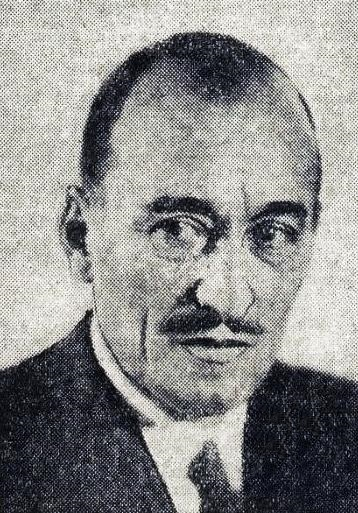
Antony Noghès (1935)

Antony Emilie Marie Noghès (* 13. September 1890 in Monaco-Ville; † 2. August 1978 in Monte Carlo) war ein monegassischer Unternehmer, Politiker und Motorsportfunktionär. Noghès gilt als Initiator der Rallye Monte Carlo und des Großen Preises von Monaco.

## Biografische Angaben

### Herkunft
Antony Noghès wurde 1890 in Monaco geboren. Sein Vater war Alexandre Auguste Noghès (1865–1944), seine Mutter Félicie Virginie Bathilde Noghès, geb. Reinier (1870–1913). Antony Noghès hatte mit Marie (1893–1937) und Paul (1895–1968) zwei jüngere Geschwister, die er beide überlebte.
Die Familie Noghès gehört seit dem 19. Jahrhundert zur monegassischen Oberschicht. Sie unterhält enge geschäftliche und familiäre Beziehungen zur Herrscherfamilie Grimaldi. Ein Sohn Antony Noghès’ heiratete 1951 Antoinette Grimaldi, die ältere Schwester des späteren Fürsten Rainier III.
In seiner Jugend lebte Antony Noghès einige Zeit in der englischen Stadt Bath und erhielt dort eine ergänzende Schulausbildung.

### Ehen und Kinder
Antony Noghès war zweimal verheiratet und hatte drei Kinder.
Aus der ersten, 1939 geschiedenen Ehe mit Marie Markellos-Petsalis gingen zwei Kinder hervor:
- Bathilde Noghès, verheiratete Grégoire Livieratos (1913–2002) und
- Alexandre-Athenase „Aléco“ Noghès (1916–1999), ein Tennisspieler, der unter anderem mehrfach am Davis Cup teilnahm[6] und dessen 1941 geborener Sohn Lionel in den 1960er- und 1970er-Jahren als Automobilrennfahrer bis in die Formel-2-Europameisterschaft kam.[7]

1946 heiratete Noghès die Französin Marianne Louise Heldt (1905–1989). Mit ihr hatte er den 1947 geborenen Sohn Gilles, der seit den späten 1970er-Jahren im diplomatischen Dienst seines Landes tätig und 2006 der erste Botschafter Monacos in den USA war.

## Unternehmer
Antony Noghès gehörte unter anderem ein Betrieb zur Zigarettenherstellung, den er von seinem Vater übernommen hatte. Außerdem war er Direktor der monegassischen Régie des Tabacs et des Allumettes, der staatlichen Tabak- und Streichholzmonopolgesellschaft.

## Motorsportfunktionär

### ACM
Antony Noghès’ Vater Alexandre war ab 1909 Präsident des 1890 gegründeten Sport Automobile et Vélocipédique de Monaco (SAVM), der 1925 seinen Namen in Automobile Club de Monaco (ACM) änderte. Bereits um 1910 war Antony Noghès für einzelne Sektionen innerhalb des ACM verantwortlich. Im November 1940 löste er seinen Vater als Präsident des ACM ab. Diese Funktion hatte er bis 1953 inne.

### Rallye Monte Carlo

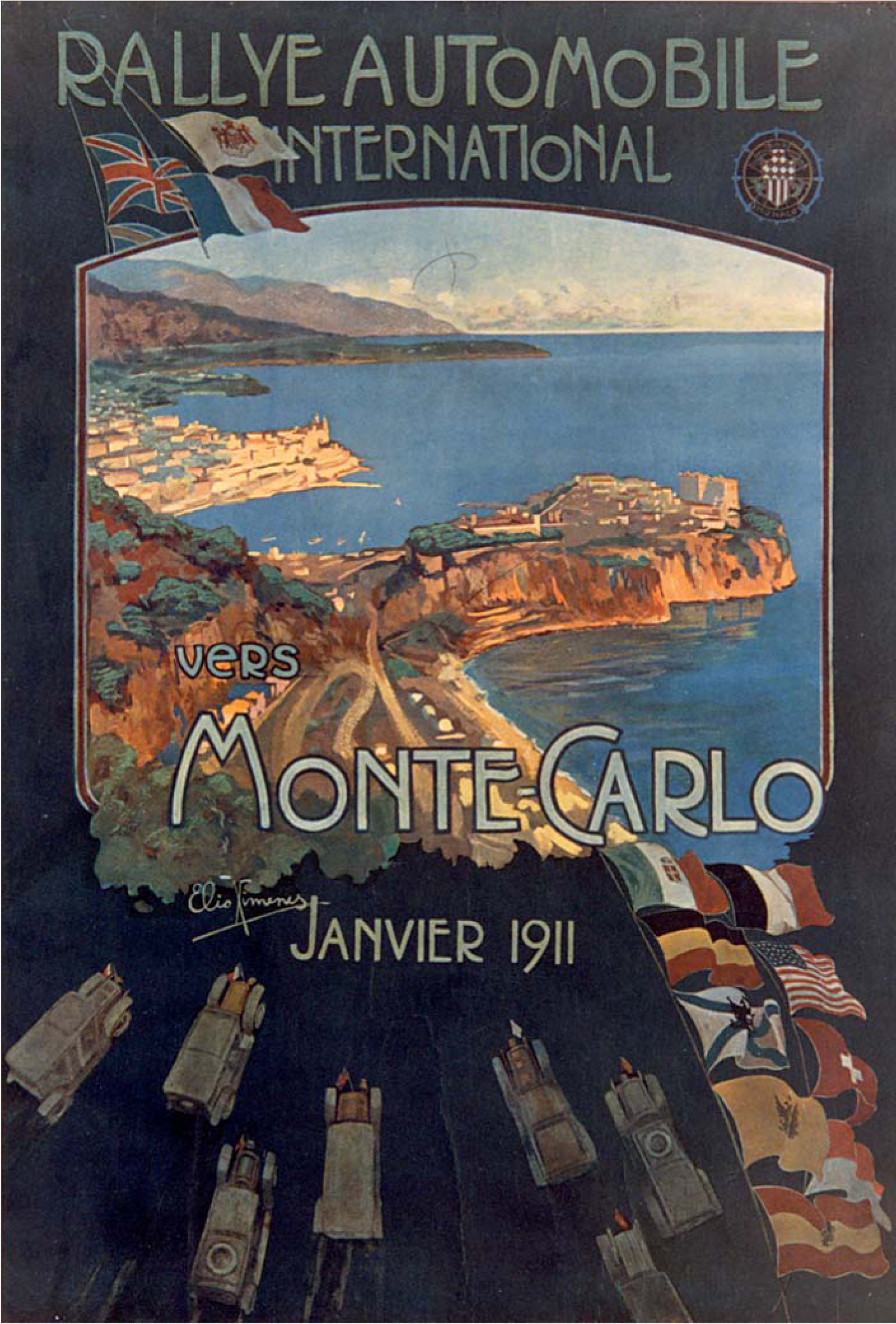
Werbeplakat für die erste Rallye Monte Carlo (1911)

Nach seiner Wahl zum Präsidenten des ACM kündigte Alexandre Noghès die Entwicklung einer Motorsportveranstaltung an, deren Ziel es war, vermögende Amateurfahrer in der Nebensaison nach Monaco zu holen. Diese Überlegungen führten zur Rallye Monte Carlo, die erstmals im Januar 1911 ausgetragen wurde. Alexandre Noghès machte den Plan 1910 bekannt. Ob die Rallye seine alleinige Idee war, ist zweifelhaft. Die meisten Quellen sehen Antony Noghès (zusammen mit Gabriel Vialon) als Urheber der Rallye Monte Carlo an. Der Darstellung des ACM nach, war Antony Noghès für die Detailplanung verantwortlich.
Die erste Rallye Monte Carlo war als Sternfahrt angelegt. Startpunkte waren Paris, Berlin, Boulogne-sur-Mer, Brüssel, Wien und Genf; Ziel war Monaco. Die Wertung übernahm eine Jury nach einem von Noghès entwickelten „verwirrenden“ oder „willkürlichen“ Punktesystem, bei dem unter anderem Schönheit und Eleganz von Auto und Fahrer eine Rolle spielten und das dazu führte, dass nicht Karl Friedrich von Esmarch, der als Erster in Monaco angekommen war, zum Sieger erklärt wurde, sondern der in Paris gestartete Franzose Henri Rougier, der 700 km weniger zurückgelegt hatte als von Esmarch. Das Ergebnis wurde kontrovers aufgenommen und führte zu einem Skandal, an dessen Ende von Esmarch disqualifiziert wurde. Nach der zweiten Auflage 1912 kam es, bedingt durch den Ersten Weltkrieg und seine Folgen, zu einer zehnjährigen Unterbrechung; erst 1924 legte der ACM die dritte Rallye Monte Carlo auf, bei der auch ein geändertes Wertungssystem eingeführt wurde. Seitdem findet die Veranstaltung annähernd jährlich statt.

### Großer Preis von Monaco

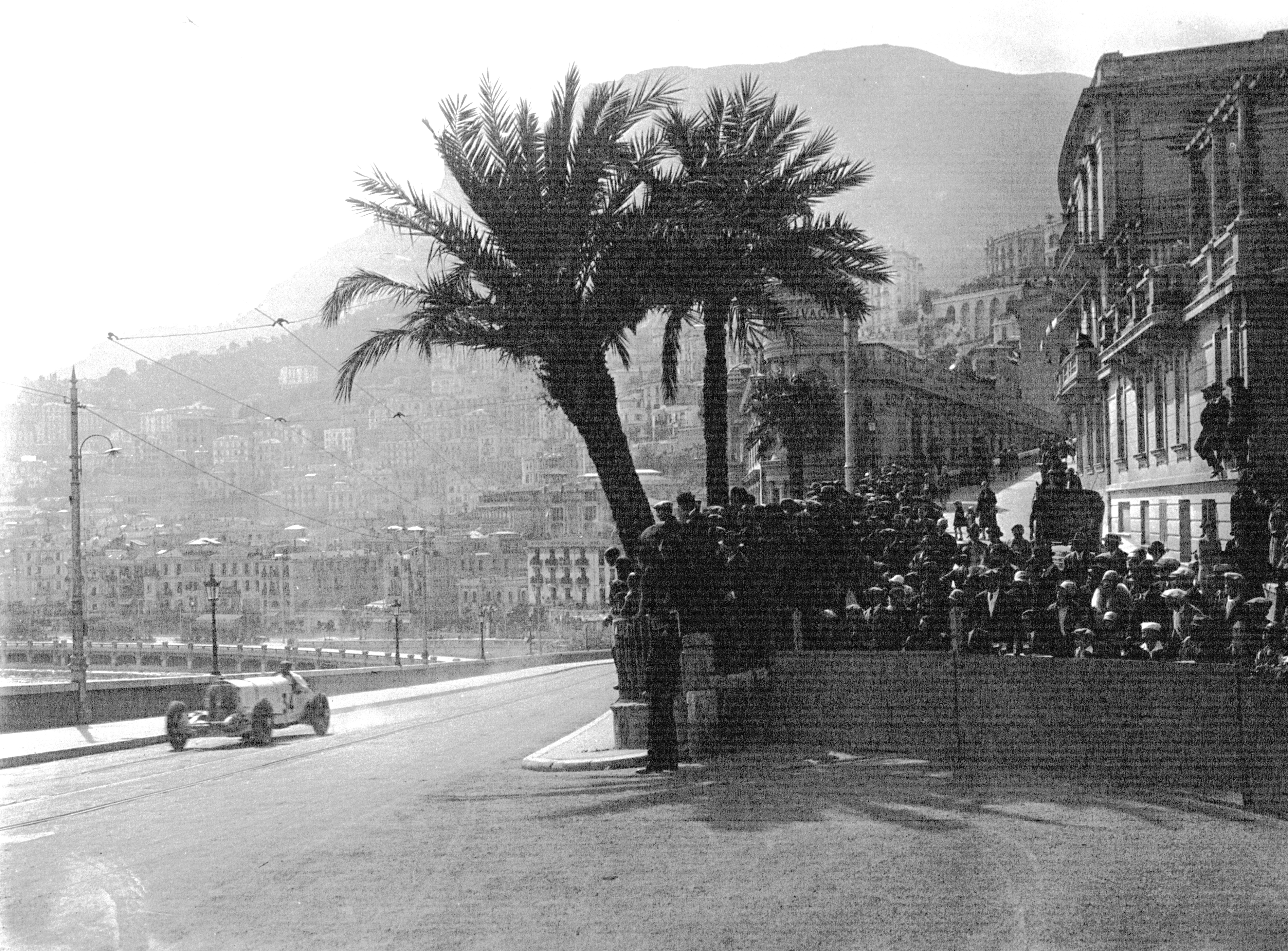
Rudolf Caracciola beim ersten Großen Preis von Monaco (1929)

In der zweiten Hälfte der 1920er-Jahre entwickelte Antony Noghès die Idee, ein Automobilrennen zu organisieren, das – im Gegensatz zur Rallye Monte Carlo – nicht nur in Monaco enden, sondern komplett im monegassischen Staatsgebiet durchgeführt werden sollte. Ziel war es einerseits wiederum, Monacos internationale Bekanntheit zu steigern und wohlhabende Besucher ins Land zu holen; andererseits sollte auf diese Weise der Antrag des ACM auf Aufnahme in die internationale Automobilorganisation IARAC – der späteren FIA – unterstützt werden, die von jedem Mitglied die Durchführung einer bedeutenden Motorsportveranstaltung auf eigenem Territorium verlangte. Mit Unterstützung von Fürst Louis II., der Ehrenpräsident des ACM war, erarbeitete Noghès Programm und möglichen Ablauf eines solchen Rennens, sicherte die Finanzierung durch das staatlich kontrollierte Tourismusunternehmen Société des bains de mer und entwickelte zusammen mit Louis Chiron und Jacques Taffe eine Rennstrecke, die ausschließlich auf öffentlichen Straßen in Monaco lag. Anfänglich gab es vor allem wegen der geringen Fläche Monacos Zweifel an der Durchführbarkeit und an einem ausreichenden öffentlichen Interesse. Noghès konnte die Bedenken letztlich zerstreuen.
Am 14. April 1929 fand daraufhin der erste Große Preis von Monaco auf dem Circuit de Monaco genannten Stadtkurs statt. Es war ein Einladungsrennen, bei dem nur vom Veranstalter ausgewählte Teilnehmer antreten durften. Das Starterfeld bestand aus 16 Autos; ein Fahrer aus Monaco war nicht dabei. Der Große Preis von Monaco wurde zu einer nahezu jährlich wiederkehrenden Veranstaltung und gehört heute zu einer der bekanntesten Motorsportveranstaltungen weltweit. Antony Noghès war auch nach 1929 in unterschiedlichen Funktionen mit der Organisation der Rennen befasst. 1960 und 1961 war er Renndirektor.

## Politik
In den 1960er-Jahren war Noghès vorübergehend Mitglied des Conseil National von Monaco.

## Ehrungen
Im Jahr nach seinem Tod erhielt eine Passage des Circuit de Monaco Noghès’ Namen. Die bisherige Virage du Gazomètre, die letzte Kurve zwischen der Rascasse und Start und Ziel, wurde vor dem Großen Preis von Monaco 1979 in Virage Antony Noghès umbenannt.